# District historique de Camino del Monte Sol
Le district historique de Camino del Monte Sol – ou Camino del Monte Sol Historic District en anglais – est un district historique américain à Santa Fe, dans le comté de Santa Fe, au Nouveau-Mexique. Principalement construit dans le style Pueblo Revival, il est inscrit au New Mexico State Register of Cultural Properties depuis le 17 août 1984 ainsi qu'au Registre national des lieux historiques depuis le 11 juillet 1988.